# Музей финансов
Музей финансов работает в Финансовом университете при Правительстве Российской Федерации.

## История
Начало музею было положено в 1939 году, когда руководством Московского кредитно-экономического института Госбанка СССР (МКЭИ) было принято решение о создании нумизматического кабинета для иллюстрации истории кредитно-денежных отношений и роли денег в экономике.
Госбанк СССР обратился в Государственный Эрмитаж с просьбой оказать помощь МКЭИ в создании наглядных пособий для нумизматического кабинета. Дирекция Эрмитажа поручила заведующему отделом нумизматики А. Н. Зографу подготовить соответствующие рекомендации для изготовления гальванокопий монет. 
В мае 1941 года около 100 гальванокопий поступили в Москву. Однако начавшаяся война помешала развернуть коллекцию. В послевоенный период нумизматический кабинет работал до конца 1950-х гг. В начале 1960-х гг. коллекция была утрачена.

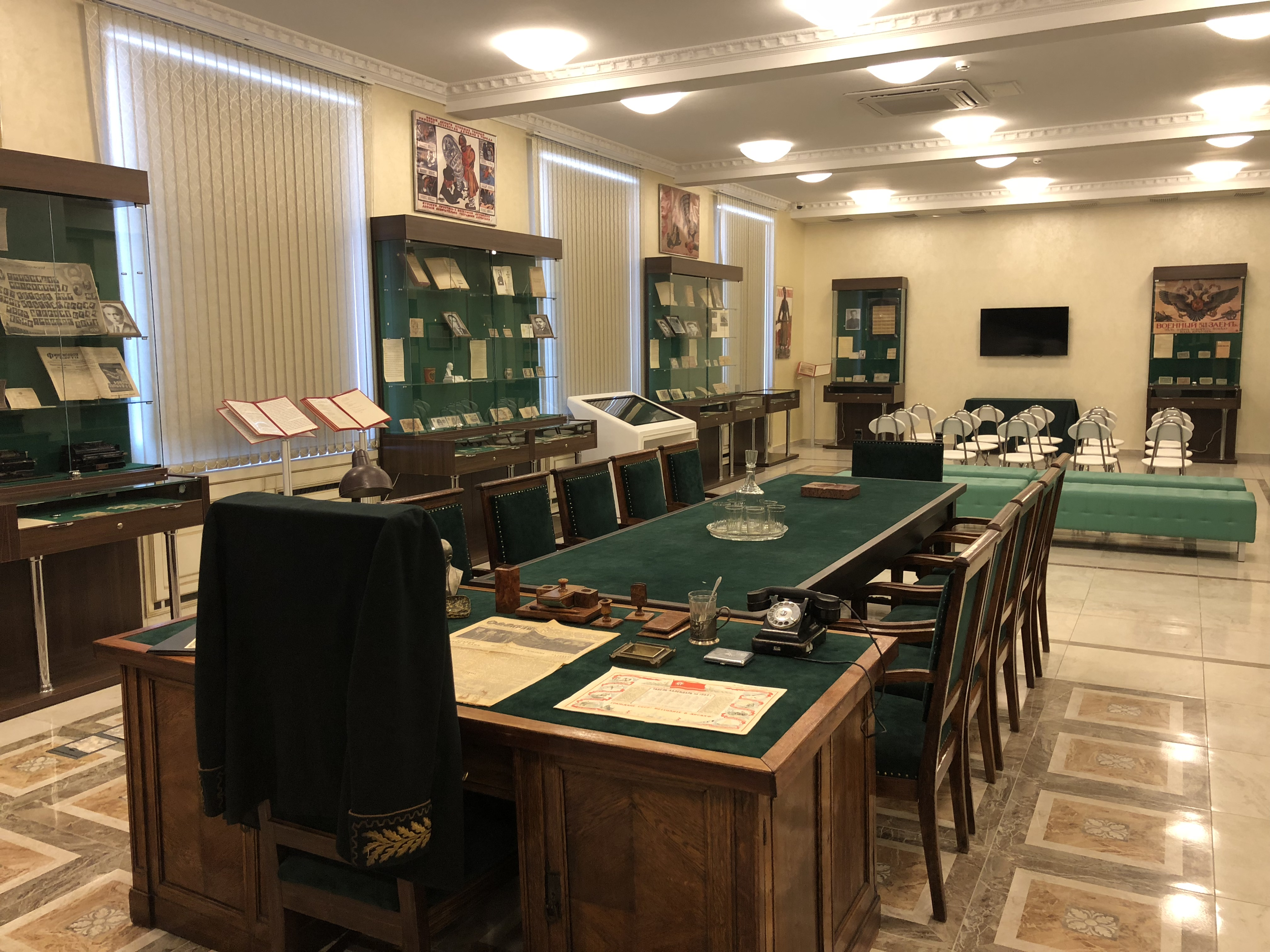
Общий вид зала музея

В 1976 году по инициативе заведующей кафедры международных валютно-кредитных отношений профессора Л. Н. Красавиной началось восстановление утраченной коллекции для использования памятников нумизматики в учебных целях. Были заново заказаны гальванокопии монет, и в течение семи лет велась работа по восстановлению коллекции. Новое собрание было в три раза больше прежнего. К 1985 году в составе коллекции кабинета находилось 322 гальванокопии монет из собрания Государственного Эрмитажа.
Коллекция отражает историю денежного обращения с VI в. до н. э. по начало XX в. и по сей день не утратила своей актуальности.
В сентябре 2017 года была открыта экспозиция, приуроченная к 100-летию Октябрьской революции «Столетняя история российских финансов (1917—2017)», иллюстрирующая основные этапы отечественной истории финансов XX-начала XXI вв.
В основе экспозиции - предметы, отражающие историю денежного обращения России указанного периода: кошельки, монетницы, канцелярские принадлежности, книги, фотографии, ценные бумаги дореволюционной России начала XX в., банкноты царской России конца XIX-начала XX вв., казначейские знаки Временного правительства, совзнаки и бумажные денежные знаки белогвардейских правительств периода гражданской войны в России, денежные знаки СССР и современной России.
В мае 2018 года в парке «Зарядье» прошла выставка «От куны до биткоина», посвящённая истории денежного обращения от первых использовавшихся на территории Древней Руси монет до электронных денег
В марте 2019 года в холле, предваряющем основную экспозицию, открылась выставка, посвящённая столетней истории Финансового университета. Здесь представлены личные документы преподавателей, книги, фотографии, позволяющие проследить развитие вуза от момента его создания в 1919 году до наших дней.

## Экспозиция
- Выдающиеся выпускники
- Эндаумент-фонд Финансового университета при Правительстве Российской Федерации"
- История университета в лицах - ректоры, выдающиеся выпускники, заслуженные преподаватели
- Нумизматическая коллекция
- «Столетняя история российских финансов (1917—2017)»
- «История в монетах. Монеты в истории»
- «Финансовый университет: сто лет истории»
- «Финансы Победы»
- «Я пришёл с войны...»